# Антун Шољан
Антун Шољан (Београд, 1. децембар 1932 — Загреб, 12. јул 1993) био је хрватски књижевник.
Студирао је англистику и германистику у Загребу. Био је професионални књижевник, уредник, антологичар и преводилац с енглеског, немачког и руског језика.
У књижевности се појавио крајем 1940-их, а 1950-их делује као покретач и уредник часописа Међутим, Кругови и Књижевник.
Писао је песме, романе, драме, радиодраме, есеје и фељтоне те приредио низ антологија попут Сто највећих дела светске књижевности.

## Дела
- На рубу свијета
- Бацач камена
- Издајице
- Кратки излет
- Лука
- Други људи на мјесецу